# Gordon Lindsay

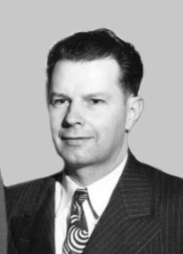
James Gordon Lindsay – 1948

James Gordon Lindsay (* 18. Juni 1906 in Zion, Illinois, USA; † 1. April 1973 in Dallas, Texas) war ein US-amerikanischer Pfingstpastor, Autor, Organisator, Mitbegründer der Bewegung Healing Revivals (deutsch: Erweckungen durch Heilungen) und Gründer des Christ for the Nations Institute CFNI (deutsch: Institut Christus für die Nationen).

## Leben
Gordon Lindsay war ein Sohn von Thomas Lindsay und Effie geborene Ramsey und wuchs zuerst in der von John Alexander Dowie theokratisch geführten Stadt Zion im Norden von Illinois auf. Nach dem Bankrott der Stadt zog die Familie zu Finis E. Yoakum in Pisgah in Kalifornien und später nach Portland in Oregon. Seine Eltern waren Teil der Pfingstgemeinschaft, doch fand Gordon Lindsay erst 1925 auf einer Evangelisationsveranstaltung von Charles Fox Parham zum Glauben in pfingstlicher Ausprägung. Eine Zeit lang begleitete er den Evangelisten und Heiler John G. Lake auf seinen Missionsreisen und unterstützte die Assemblies of God, ehe er selbst als Wanderprediger umherzog und landesweit enge Kontakte zu verschiedenen Pfingstgemeinden knüpfte. 1937 heiratete er Freda Schimpf (1915–2010) und wurde dadurch sesshaft und Pastor einer Pfingstgemeinde in Ashland in Oregon.
Über den gemeinsamen Freund Jack T. Moore († 1975) lernte er den Heilungsevangelisten William M. Branham kennen, dessen Manager er ab Juni 1947 wurde. Zur Förderung der Bekanntheit William Branhams rief Gordon Lindsay im April 1948 die Monatszeitschrift Voice of Healing (deutsch: Stimme der Heilung) ins Leben, aus der über die Jahre eine feste Institution zur Förderung von Heilungsevangelisten wurde. Die Zeitschrift, die nach einem Jahr eine Auflage von etwa 30.000 Exemplaren erreichte, wurde ein wichtiges Sprachrohr des sogenannten Healing Revivals in den USA und Kanada, das neben William Branham Heiler wie Oral Roberts, F. F. Bosworth, Jack Coe, A. A. Allen und T. L. Osborn förderte. Zu den jährlich stattfindenden Tagungen der Voice of Healing fanden sich ab 1950 jeweils bis zu 1000 Heilungsevangelisten ein. Mit W. A. Raiford gründete er zu gleichen Zeit die Full Gospel Fellowship of Churches and Ministers International (deutsch: Internationale Gemeinschaft des vollen Evangelium der Kirchen und Dienste) und ein Radioprogramm.
Gordon Lindsay hatte das Anliegen, so viele Menschen wie möglich für das Evangelium von Jesus Christus zu gewinnen, weshalb er 1956 das Evangelisationsprojekt Winning the Nations Crusade (deutsch: Kreuzzug zur Gewinnung von Nationen) ins Leben rief und 1961 die Native Church Crusade (deutsch: Kreuzzug für einheimische Kirchen) zur Finanzierung von Missionierungsprogrammen gründete. Gemeinsam mit seiner Frau schuf er 1970 das Christ for the Nations Institute, das seinen Sitz im texanischen Dallas hat und sich der weltweiten Mission widmet. Neben seiner Tätigkeit als Pastor, Manager und Verleger, verfasste Gordon Lindsay über 250 Broschüren und Bücher, darunter eine Biografie von John Alexander Dowie und William Branham, die sich beide als letzte Endzeitpropheten angesehen hatten. Neben endzeitlichen Themen zeigte er auch großes Interesse für das Ufo-Phänomen und vertrat die Ansicht, dass es sich hierbei um Engelwesen handeln könne.
1970, nur drei Jahre nach der Gründung des Christ for the Nations Institutes starb Gordon Lindsay. Seine missionarische Arbeit wurde von seinen Kindern fortgesetzt. Die Bewegung Healing Revivals dagegen verlor ihren wichtigsten Förderer, deren Bedeutung nahm bereits 1958 wieder ab.

## Schriften (Auswahl)
- Bible Days are Here Again, Shreveport, Louisiana, 1949.
- William Branham: A Man Sent from God, Shreveport, Louisiana, 1950.
- Worldwide Evangelism Through Healing and Miracles, Shreveport, Louisiana, 1951.
- 40 Signs of the Soon Coming of Christ, Dallas, Texas, 1955.
- The Mystery of the Flying Saucers: In the Light of the Bible, Voice of Healing, Dallas, Texas, 1960.
- Evolution, the Incredible Hoax, Dallas, Texas, 1961.
- The Seven Churches of Prophecy, Dallas, Texas, 1962.
- The Life & Teachings of Christ, 3 Bände, Dallas, Texas, 1963.
- Gifts of the Spirit, Dallas, Texas, 1963.
- Ministry of Angels, Dallas, Texas, 1964.
- The Gordon Lindsay Story, Voice of Healing Publishing, Dallas, Texas, 1964.
- How You can be Healed, Dallas, Texas, 1965.
- Prayer that Moves Mountains, Dallas, Texas, 1965.
- Satan, Fallen Angels and Demons, Dallas, Texas, 1965.
- The Second Coming of Christ, Dallas, Texas, 1965.
- Satan’s Demon Manifestations and Delusions, Dallas, Texas, 1967.
- Prayer and Fasting: The Master Key to the Impossible, Dallas, Texas, 1971.
- The Bible is a Scientific Book, Dallas, Texas, 1971.
- John G. Lake: Apostle of Africa, Dallas, Texas, 1972.
- The Key to Israel’s Future, Dallas, Texas, 1972.
- The Minor Prophets, Dallas, Texas, 1973.
- John Alexander Dowie: A Life Story of Trials Tragedies and Triumphs, Christ for the Nations, Dallas, Texas, 1980.